# Rali do Chipre de 2005
Resultados do 33rd Cyprus Rally.

## Classificação Final
| Pos | N.º  | Piloto Co-piloto                         | Nacionalidade             | Carro                                               | Tempo               |
| --- | ---- | ---------------------------------------- | ------------------------- | --------------------------------------------------- | ------------------- |
| 1   | 1 M  | Sébastien Loeb Daniel Elena              | França · Mónaco           | Citroën Xsara WRC Citroën Total                     | 5:02.29,4 0         |
| 2   | 16   | Manfred Stohl Ilka Minor                 | Áustria · Áustria         | Citroën Xsara WRC OMV World Rally Team              | 5:06.38,9 4.09,5    |
| 3   | 8 M  | Markko Märtin Michael Park               | Estónia · Reino Unido     | Peugeot 307 WRC Marlboro Peugeot Total              | 5:07.11,3 4.41,9    |
| 4   | 14   | Henning Solberg Cato Menkerud            | Noruega · Noruega         | Ford Focus WRC BP Ford World Rally Team             | 5:07.45,1 5.15,7    |
| 5   | 3 M  | Toni Gardemeister Jakke Honkanen         | Finlândia · Finlândia     | Ford Focus WRC BP Ford World Rally Team             | 5:10.06,7 7.37,3    |
| 6   | 4 M  | Roman Kresta Jan Možný                   | Chéquia · Chéquia         | Ford Focus WRC BP Ford World Rally Team             | 5:12.46,8 10.17,4   |
| 7R  | 9 M  | Harri Rovanperä Risto Pietiläinen        | Finlândia · Finlândia     | Mitsubishi Lancer WRC Mitsubishi Motors Motorsports | 5:14.48,1 12.18,7   |
| 8R  | 17   | Daniel Carlsson Mattias Andersson        | Suécia · Suécia           | Peugeot 206 WRC Bozian Racing                       | 5:18.32,6 16.03,2   |
| 9   | 12 M | Janne Tuohino Mikko Markkula             | Finlândia · Finlândia     | Škoda Fabia WRC Škoda Motorsport                    | 5:19.15,7 16.46,3   |
| 10R | 6 M  | Chris Atkinson Glenn MacNeall            | Austrália · Austrália     | Subaru Impreza WRC Subaru World Rally Team          | 5:29.30,9 27.01,5   |
| 11  | 10 M | Gilles Panizzi Hervé Panizzi             | França · França           | Mitsubishi Lancer WRC Mitsubishi Motors Motorsports | 5:34.09,8 31.40,4   |
| 12  | 51 P | Brice Tirabassi Matthieu Baumel          | França · França           | Subaru Impreza WRX STI                              | 5:34.38,2 32.08,8   |
| 13R | 11 M | Armin Schwarz Klaus Wicha                | Alemanha · Alemanha       | Škoda Fabia WRC Škoda Motorsport                    | 5:37.02,6 34.33,2   |
| 14  | 44 P | Sebastián Beltrán Edgardo Galindo        | Argentina · Argentina     | Subaru Impreza WRX STI Subaru Argentina Rally Team  | 5:39.04,1 36.34,7   |
| 15  | 61   | Andreas Tsouloftas Savvas Laos           | Chipre · Chipre           | Mitsubishi Lancer Evo 6                             | 5:41.19,7 38.50,3   |
| 16  | 36 P | Marcos Ligato Rubén García               | Argentina · Argentina     | Subaru Impreza WRX STI Subaru Argentina Rally Team  | 5:41.51,1 39.21,7   |
| 17R | 40 P | Gabriel Pozzo Daniel Stillo              | Argentina · Argentina     | Subaru Impreza WRX STI Subaru Argentina Rally Team  | 5:42.02,2 39.32,8   |
| 18R | 33 P | Nasser Al-Attiyah Chris Patterson        | Catar · Reino Unido       | Subaru Impreza WRX STI                              | 5:42.56,5 40.27,1   |
| 19  | 71   | Andreas Aigner Timo Gottschalk           | Áustria · Alemanha        | Mitsubishi Lancer Evo 8                             | 5:43.00,7 40.31,3   |
| 20  | 34 P | Fumio Nutahara Satoshi Hayashi           | Japão · Japão             | Mitsubishi Lancer Evo 8 Team Advan-PIAA Ralliart    | 5:48.59,8 46.30,4   |
| 21R | 31 P | Toshi Arai Tony Sircombe                 | Japão · Nova Zelândia     | Subaru Impreza WRX STI Subaru Team Arai             | 5:49.06,9 46.37,5   |
| 22  | 69   | Dimitris Papasavvas Evangelos Xenofontos | Chipre · Chipre           | Mitsubishi Lancer Evo 8                             | 5:53.23,1 50.53,7   |
| 23  | 72   | Quirin Müller Peter Müller               | Alemanha · Áustria        | Mitsubishi Lancer Evo 8                             | 5:54.53,4 52.24,0   |
| 24R | 63   | Sergey Uspenski Viktor Timkovski         | Rússia · Rússia           | Subaru Impreza WRX STI Subaru Russia                | 5:56.46,3 54.16,9   |
| 25  | 78   | Floros Stylianou Kóstas Laos             | Chipre · Chipre           | Mitsubishi Lancer Evo                               | 5:58.04,6 55.35,2   |
| 26R | 65   | Chris Thomas 'Chips'                     | Chipre · Chipre           | Mitsubishi Lancer Evo 7                             | 5:59.11,1 56.41,7   |
| 27R | 42 P | Federico Villagra Javier Villagra        | Argentina · Argentina     | Mitsubishi Lancer Evo 8                             | 6:01.30,0 59.00,6   |
| 28  | 45 P | Riccardo Errani Stefano Casadio          | Itália · Itália           | Mitsubishi Lancer Evo 8                             | 6:05.37,7 1:03.08,3 |
| 29R | 74   | Guy Wilks Phil Pugh                      | Reino Unido · Reino Unido | Suzuki Ignis S1600                                  | 6:07.28,6 1:04.59,2 |
| 30R | 66   | Kíkis Koutsakos Pambos Laos              | Chipre · Chipre           | Subaru Impreza WRX                                  | 6:14.45,9 1:12.16,5 |
| 31  | 80   | Andreas Konstantinou Zoltán Szechenyi    | Chipre · Hungria          | Subaru Impreza WRX                                  | 6:17.22,2 1:14.52,8 |
| 32R | 67   | Iótis Hartoupalos Marios Vassiliades     | Chipre · Chipre           | Mitsubishi Lancer Evo 6                             | 6:22.25,4 1:19.56,0 |
| 33R | 73   | Per-Gunnar Andersson Jonas Andersson     | Suécia · Suécia           | Suzuki Ignis S1600                                  | 6:26.04,5 1:23.35,1 |
| 34R | 32 P | Xavier Pons Oriol Julià                  | Espanha · Espanha         | Mitsubishi Lancer Evo 8                             | 6:26.36,9 1:24.07,5 |
| 35R | 76   | Chrístos Christodoulou Andrew Campbell   | Chipre · Reino Unido      | Mitsubishi Lancer Evo 6                             | 6:29.49,9 1:27.20,5 |
| 36R | 64   | Aleksandr Dorosinski Dmitri Yeremeyev    | Rússia · Rússia           | Subaru Impreza WRX STI                              | 6:31.09,1 1:28.39,7 |
| 37R | 83   | Andreas Nikolaou Iordanis Iordanou       | Chipre · Chipre           | Suzuki Ignis                                        | 6:32.25,1 1:29.55,7 |
| 38  | 75   | Iangos Iangou Stavros Avgousti           | Chipre · Chipre           | Mitsubishi Lancer Evo                               | 6:37.38,2 1:35.08,8 |
| 39R | 84   | Edith Weiß Valérie Berclaz               | Alemanha · Suíça          | Škoda Octavia 1.8 20V Damas Rally Team              | 6:42.39,8 1:40.10,4 |

## Abandonos
| SS  | N.º  | Piloto Co-piloto                    | Nacionalidade             | Carro                                             | Classe          |  |
| --- | ---- | ----------------------------------- | ------------------------- | ------------------------------------------------- | --------------- |  |
| R11 | 2 M  | François Duval Stéphane Prévot      | Bélgica · Bélgica         | Citroën Xsara WRC Citroën Total                   | Acidente - fire |  |
| R6  | 5 M  | Petter Solberg Phil Mills           | Noruega · Reino Unido     | Subaru Impreza WRC Subaru World Rally Team        | Electrical      |  |
| R1  | 7 M  | Marcus Grönholm Timo Rautiainen     | Finlândia · Finlândia     | Peugeot 307 WRC Marlboro Peugeot Total            | Cambelt         |  |
| R10 | 15   | Antony Warmbold Michael Orr         | Alemanha · Reino Unido    | Ford Focus WRC BP Ford World Rally Team           | Oil pressure    |  |
| R1  | 18   | Balázs Benik Attila Vinoczai        | Hungria · Hungria         | Ford Focus WRC                                    | Suspension      |  |
| R1  | 19   | Giovanni Recordati Freddy Delorme   | Itália · França           | Toyota Corolla WRC                                | Shock absorber  |  |
| R2  | 35 P | Karamjit Singh John Bennie          | MAS · Reino Unido         | Proton Pert Team Proton Pert Malaysia             | Acidente        |  |
| R4  | 37 P | Mark Higgins Trevor Agnew           | Reino Unido · Reino Unido | Subaru Impreza WRX STI                            | Fire            |  |
| R2  | 38 P | Fabio Frisiero Giovanni Agnese      | Itália · Itália           | Subaru Impreza WRX STI                            | Acidente        |  |
| R16 | 41 P | Natalie Barratt Carl Williamson     | Reino Unido · Reino Unido | Mitsubishi Lancer Evo 8 OMV World Rally Team      | Acidente        |  |
| R1  | 48 P | Luis Ignacio Rosselot Ricardo Rojas | Chile · Chile             | Mitsubishi Lancer Evo 8                           | Motor           |  |
| R15 | 49 P | Hamed Al-Wahaibi David Senior       | OMA · Reino Unido         | Subaru Impreza WRX STI Oman Arab World Rally Team | Steering        |  |
| R16 | 81   | Ken Dobson Brian Spademan           | Reino Unido · Reino Unido | Mitsubishi Lancer Evo 8                           |                 |  |